# Strzelce
Strzelce è un comune rurale polacco del distretto di Kutno, nel voivodato di Łódź.
Ricopre una superficie di 90,11 km² e nel 2004 contava 4 272 abitanti.